# Acanthemblemaria hastingsi
Acanthemblemaria hastingsi es una especie de pez del género Acanthemblemaria, familia Chaenopsidae. Fue descrita científicamente por Lin & Galland en 2010.
Se distribuye por el Pacífico Oriental: golfo de California, Cabo San Lucas a lo largo de la península de Baja California y entre isla San Pedro Nolasco e isla San Ignacio de Farallón. La longitud estándar (SL) es de 5,1 centímetros. Especie demersal que puede alcanzar los 3 metros de profundidad.
Está clasificada como una especie marina inofensiva para el ser humano.